# Chalarus perplexus
Chalarus perplexus är en tvåvingeart som beskrevs av Jervis 1992. Chalarus perplexus ingår i släktet Chalarus och familjen ögonflugor.
Artens utbredningsområde är Italien. Arten är reproducerande i Sverige. Inga underarter finns listade i Catalogue of Life.